# Klaus Vetter (Mediziner)
Klaus Vetter (* 10. September 1946 in Dresden) ist ein deutscher Gynäkologe und Geburtshelfer.

## Leben und Wirken
Klaus Vetter studierte Medizin an den Universitäten Frankfurt am Main, Freiburg, Zürich und Heidelberg, wo er 1971 sein Staatsexamen ablegte. 1972 absolvierte er das amerikanische Staatsexamen der Educational Commission for Foreign Medical Graduates (ECFMG). Seine Medizinalassistentenzeit absolvierte Vetter in Gynäkologie und Geburtshilfe in Hanau, in Chirurgie in München, in Psychiatrie an der Karl-Jaspers-Klinik Wehnen und in Innere Medizin in Ulm und erhielt 1973 die Approbation. Von 1973 bis 1976 studierte Klaus Vetter Soziologie, Sozialpsychologie und Psychologie in Zürich. Während dieser Zeit war er intermittierend als Assistenzarzt an der Städtischen Frauenklinik Konstanz unter Hans Frangenheim tätig. 1977 wechselte er als Assistent an das Departement für Frauenheilkunde des Universitätsspitals Zürich. Dort wurde er 1981 zum Oberarzt ernannt, habilitierte sich 1989 und wurde 1989 zum Privatdozenten ernannt. Als Leitender Arzt war er hier noch bis 1990 tätig. Vom 1. Januar 1991 bis zum 30. September 2012 war Klaus Vetter als Nachfolger von Erich Saling Chefarzt der Klinik für Geburtsmedizin am Vivantes Klinikum Neukölln. Er wurde zum Wintersemester 1991 an die Freie Universität Berlin umhabilitiert, gehört seit 1995 dem Lehrkörper der Humboldt-Universität zu Berlin an und wurde 1996 zum außerplanmäßigen Professor ernannt.
Von 2004 bis 2006 war Klaus Vetter Präsident der Deutschen Gesellschaft für Gynäkologie und Geburtshilfe und organisierte deren Kongress 2006 in Berlin. Er ist Mitherausgeber der Fachzeitschriften Journal of Perinatal Medicine, Archives of Gynaecology and Obstetrics, Geburtshilfe und Frauenheilkunde, sowie Der Gynäkologe. Vetter ist zudem Mitglied des Wissenschaftlichen Beirats von Die Hebamme, „Hebammenforum“ und Gynäkologische Praxis. Seit 1999 ist er Sprecher der Nationalen Stillkommission und war von 2005 bis 2007 Präsident der Deutschen Gesellschaft für Perinatale Medizin (DGPM), deren zweijährliche Kongresse er zwischen 1999 und 2015 in Berlin ausgerichtet hat. Vetter ist Ehrenmitglied der Deutschen Gesellschaft für Gynäkologie und Geburtshilfe, der Deutschen Gesellschaft für Perinatale Medizin, der Polnischen Gesellschaft für Gynäkologie und der Schweizer Gesellschaft für Gynäkologie und Geburtshilfe sowie Honorary Fellow des Royal College of Obstetricians and Gynaecologists (FRCOG) und des American College of Obstetricians and Gynecologists (FACOG).

## Kontroverse
Seit dem 23. Oktober 2019 ist Klaus Vetter gemeinsam mit der ehemaligen leitenden Oberärztin im Kreißsaal des Klinikums Neukölln Babett Ramsauer wegen Totschlags angeklagt. Vetter hatte mit Zustimmung der Eltern, während einer komplikationsbeladenen Zwillingsgeburt im Juli 2010, einen Fötus mit einer massiven Gehirnschädigung, mit einer Kaliumchlorid-Injektion abgetötet, um dem gesunden Kind eine sichere Geburt zu ermöglichen. Sämtliche vorherige Therapieversuche waren gescheitert. Die Anklageschrift führt aus, dass die Geburt des nicht-behinderten Kindes bereits abgeschlossen und eine Gefährdung desselben somit ausgeschlossen war. Die Staatsanwaltschaft verneint daher im vorliegenden Fall einen medizinisch indizierten selektiven Fetozid und wirft den beiden Angeklagten gemeinschaftlichen Totschlag vor. Es drohte eine Haftstrafe.

## Schriften (Auswahl)
- Quantitative Serum-IgA-Veränderungen bei Kindern. Dissertation, Universität Zürich 1972
- Die Ultraschall-Doppler Untersuchung an der utero-plazento-fetalen Einheit: Eine nichtinvasive Methode zur Erfassung physiologischer und klinisch relevanter pathologischer Veränderungen in der Schwangerschaft. Habilitationsschrift, Universität Zürich 1989
- Dopplersonographie in der Schwangerschaft. Weinheim, Basel 1991, ISBN 3-527-15472-8
- Kinder – zu welchem Preis? Was es bedeutet, Kinder zu haben. Opladen, Wiesbaden 1999, ISBN 3-531-13343-8
- mit Claus Buddeberg: Feminisierung in der Medizin – Chance oder Risiko? Am Beispiel der Frauenheilkunde. Akademos-Verlag, Hamburg 2003, ISBN 3-934410-54-5
- mit Claus Buddeberg: Kopfgeburten: Vorstellungen von Schwangerschaft, Geburt und Wochenbett. Akademos-Verlag, Hamburg 2006, ISBN 3-934410-85-5